# Stadhouderskade 62-63
Het gebouw Stadhouderskade 62-63/Frans Halsstraat 1-3 bestond op de tekentafel uit een vijftal woonhuizen aan de Stadhouderskade/Singelgracht hoek Frans Halsstraat in De Pijp te Amsterdam-Zuid.
IJme Gerardus Bijvoets ontwierp voor de heren Kloppers hier een vijftal woonhuizen in symmetrische vorm. De symmetrie werd in het ontwerp op één punt geweld aangedaan doordat het deel Frans Halsstraat 3 voorzien zou worden van een erker met puntdak, die op de Stadhouderkade ontbreekt. Het werd tijdens de bouw niet geplaatst, maar er kwam wel een extra raamgang. Voorts is een aantal ramen “blind” uitgevoerd in baksteen. Het gebouw vormt een soort taartpunt omdat beide straten hier elkaar niet loodrecht kruisen. Nabij de hoek zijn daarom vijfhoekige kamers geprojecteerd. De gebouwen zijn neergezet in de electische bouwstijl met ook een pontificale erker op de hoek. Een gebouw op huisnummer 68 van Bijvoets is benoemd tot gemeentemonument. Dat is bij dit gebouw niet (meer) mogelijk omdat de originele begane grond van het complex verbouwd is tot een aantal winkels, waarbij de originele voorgevel van de begane grond gesneuveld is. Bovendien is een aantal raamkozijnen van de bovenwoningen annex 2015 uitgevoerd in staal dan wel kunststof. In 2015 is de firma Van Beek teken- en schilderbenodigdheden gevestigd op de begane grond van het gehele complex
Bijvoets, zelf ook makelaar, ontwierp het gebouw voor de heren (en broers) J.J.P. Kloppers (Johannes Petrus Paulus Kloppers, makelaar) en J.P.A. Kloppers (Pierre Jean Alexandre Kloppers).
Bijzonderheden:
- de gehele gevelwand van de Stadhouderskade 62 t/m 77 is ontworpen door Bijvoerts, behalve Stadhouderskade 67.
- Emilia Geertruida Theodora Bijvoets (geboren 1874), dochter van IJme Bijvoets en Adriana Dolphia Boonekamp, huwde in 1899 Met J.J.P. Kloppers jr.

Oost ·
160 ·
158 ·
157 ·
156 ·
155 ·
151-154 ·
149-150 ·
145-146 ·
142-144 ·
140-141 ·
137-139 ·
135-136 ·
130-134 ·
129 ·
128 ·
125-127 ·
123-124 ·
116-122 ·
115 ·
110-113 ·
100-101 ·
97 ·
95-96 ·
93-94 ·
92 ·
91 ·
89-90 ·
87-88 ·
86 ·
85 ·
84 ·
82-83 ·
78-79 ·
77 ·
Heineken Brouwerij ·
74 ·
72-73 ·
69-70 ·
68 ·
67 ·
65-66 ·
64 ·
62-63 ·
60-60a ·
58-59 ·
56-57 ·
Willemshuis ·
Van Nispenhuis ·
Kapel van Sint Josephs Gezellen-Vereeniging ·
54 ·
52-53 ·
47-49 ·
Carel Willinkplantsoen ·
Polderhuis ·
Ruysdaelkade 2-4 ·
Judith Leysterbrug ·
42 (Rijksmuseum) ·
40-41 ·
31-35 ·
30 ·
29 ·
Park Centraal Amsterdam ·
Stedemaagd (Vondelpark) ·
Byzantium ·
Koepelkerk ·
12 (Marriott) ·
Persilhuis ·
7 ·
5 ·
3 ·
1 ·
West